# 英国アンティーク博物館 BAM鎌倉
英国アンティーク博物館BAM鎌倉は、神奈川県鎌倉市は鶴岡八幡宮の段葛沿いに位置する、英国アンティークを展示をする博物館。
シャーロック・ホームズの部屋が再現されている。

## 解説
英国アンティーク博物館BAM鎌倉（British Antique Museum BAM Kamakura）は、神奈川県鎌倉市に位置する私設の博物館で、2022年9月23日に開館した 。館長の土橋正臣が長年にわたり収集した、100年以上の歴史を持つ英国のアンティークを展示し、その魅力と価値を次世代に伝えることを目的としている 。
建物の設計は建築家の隈研吾が担当。外観は鎌倉彫に着想を得たデザインで、前面にヒノキ材が使用されており、伝統と現代性が融合した建築となっている 。
館内は4つのフロアで構成され、1階にミュージアムショップとヴィンテージのロンドンタクシー、2階にジョージアン時代の展示、3階にシャーロック・ホームズの部屋、4階にヴィクトリア時代の展示を設けている。
エントランスにはロンドンタクシーのほか、シャーロック・ホームズ像が設置されている。
特に3階の「シャーロック・ホームズの部屋」では、原作を基にした空間に、ヴィクトリア時代の暖炉や椅子、バイオリン、薬品瓶などが配置されており、訪問者は物語の世界を体感できる。
館内の展示物はすべて写真撮影が可能で、SNS等への投稿も認められている。

## フロア詳細
- 1F：ヴィンテージ / 1950—1990　London Taxi
- 2F：ジョージアン時代 / 1714—1830　The Georgian Room
- 3F：シャーロック・ホームズの部屋 / 1887—1927　Sherlock Holmes’Room
- 4F：ヴィクトリア時代 / 1837—1901　The Victorian Room

## アクセス
JR横須賀線 鎌倉駅 東口より徒歩7分、鶴岡八幡宮より徒歩1分

## 開館時間
10：00～17：00
休館日：なし

## 関連書籍
- 『隈研吾 鎌倉に小さな英国アンティーク博物館をつくる訳』（2022年9月 成山堂書店）

土橋正臣 (著), 隈研吾 (監修), 森日出夫 (写真)
単行本：92ページ／ ISBN 4425985419／ ISBN 978-4425985418

## シャーロック・ホームズ像
英国アンティーク博物館 BAM鎌倉の1周年を記念してミュージアム入口に建立された。
- 建立日：2023年9月23日（土）
- 建立者：英国アンティーク博物館BAM鎌倉
- 像の制作者：BAMデザインチーム
- 像（本体）の高さ：183cm、台座の高さ：20cm

※シャーロック・ホームズの立像は世界に5体存在する。
スイス（1988年9月10日）、軽井沢（1988年10月9日）、ロンドン（1999年9月23日）、エジンバラ、鎌倉（2023年9月23日）

## メディア紹介

### テレビ
- フジテレビ「めざましテレビ」2025年1月9日

- BS日テレ「おぎやはぎの愛車遍歴〜ガレージのぞき見スペシャル in千葉〜」2024年12月31日
- テレビ東京「出没！アド街ック天国」2024年12月21日
- フジテレビ「どっちのふるさと？」2024年12月14日
- BSフジ特番「洗心～KOKOROTOTONOU～」2024年10月12日
- テレビ朝日「午後もじゅん散歩」 2024年5月3日

- WOWOWドラマ「白暮のクロニクル」に装飾協力 2024年3月23日

- テレビ朝日「じゅん散歩」2023年10月23日
- BS日テレ「おぎやはぎの愛車遍歴」2023年7月1日 ロンドンタクシーコレクター
- フジテレビ「ぶらぶらサタデー」2023年4月15日
- フジテレビ「Live News イット!」2022年9月23日
- 日本テレビ「ぶらり途中下車の旅」2022年10月22日
- BS日テレ「ぶらぶら美術・博物館」2022年12月6日
- フジテレビ「ぶらぶらサタデー」2022年12月31日

### 雑誌・書籍・紙媒体
- 雑誌「Begin」2025年1月号 2024年11月15日発売
- 鎌倉市の地域情報誌「鎌倉リアン Vol.64」 2024年7月31日
- 「歩く地図 鎌倉横浜散歩2025」 2024年5月20日
- 書籍「隈研吾 異端の建築」 2024年5月7日
- 鎌倉に「小さな英国アンティーク博物館」をつくる訳 2022年9月28日 土橋正臣 (著), 隈研吾 (監修), 森日出夫 (写真)

### イベント・コラボレーション
- 音楽朗読劇「シャーロック・ホームズ#4」のインテリア協力 2024年7月15日
- じゃらん「遊び体験ランキング2023」ミュージアム部門で銀賞を受賞 2024年10月18日
- 東京大学UTokyo BiblioPlaza にて建築家・隈研吾氏が当館について言及 2024年3月22日

### 連載・コラム
- 小学館百貨店「趣味人コラム」にて館長による連載記事掲載 2024年5月10日・7月25日

### YouTube
- 中村あゆみのYouTubeチャンネル「中村あゆみのFUN FUN FUN」にて紹介 2025年1月21日

## 関連施設

### かわいい生きものミュージアムCAM鎌倉
2024年12月1日、「英国アンティーク博物館 BAM鎌倉」の館長が鎌倉で新たにオープンさせたミュージアム。

#### アクセス
鎌倉駅東口より徒歩3分、英国アンティーク博物館より徒歩3分、鶴岡八幡宮より徒歩5分、小町通り沿いのすみのプラザ3階

#### 開館時間
12：00～17：00（最終入場16：00）
休館日：なし